# Compagnie noire (XVIe siècle)
Pour les articles homonymes, voir Compagnie noire.

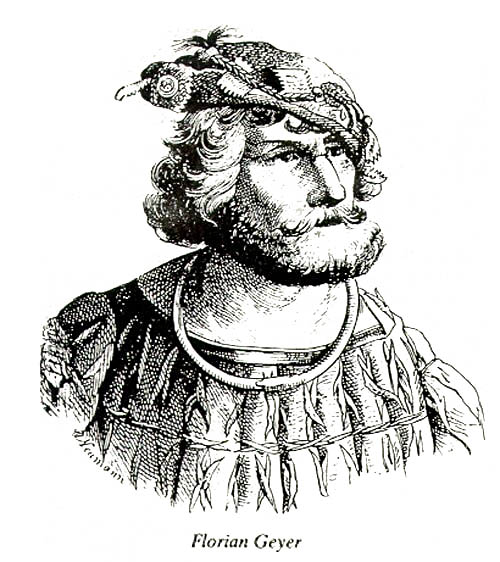
Florian Geyer

La Compagnie Noire était une unité de mercenaires franconiens durant la Guerre des Paysans allemands dans les années 1520 lors de la Réforme protestante.

## Nom
Le nom allemand d'origine de la Compagnie Noire était Schwarzer Haufen. Le terme Schwarz (noir) soulignait la distance idéologique de l'entreprise par rapport à la grande armée paysanne de l'époque, qui se faisait appeler Heller Haufen (Hell signifiant "de couleur claire"). 
Le mot allemand Haufen était le nom que les paysans donnaient à leurs compagnies armées. Il n'a plus jamais été utilisé pour une armée, peut-être parce que le mot Haufen signifie "tas" en allemand et a été utilisé pour désigner des vagabonds armés et vaguement organisés.

## Origine
La Compagnie Noire a été formée en 1525 à Rothenburg, à partir d'agriculteurs de la milice locale - peut-être 600 hommes - et d'une compagnie de chevaliers mercenaires. Le chef de la Compagnie Noire, du moins théoriquement, était le noble Florian Geyer.
Geyer a réussi à transformer la Compagnie noire en une troupe de soldats professionnels, au lieu d'une simple milice armée. Certains des chevaliers étaient probablement ses vassaux.